# Дро (Италия)
Дро (итал. Dro) — коммуна в Италии, располагается в области Трентино-Альто-Адидже, в провинции Тренто.
По данным на сентябрь 2017 года население составляет 4960 человек, плотность населения — 125 чел./км². Занимает площадь 27 км². Почтовый индекс — 38074. Телефонный код — 0464.
Покровителями коммуны почитаются Пресвятая Богородица, празднование 8 декабря, sant'Antonio (Dro) и святые апостолы Пётр и Павел (Ceniga).